# Экспрессия генов

Сначала ген из 4-символьного алфавита ДНК (A,T,G,C) переписывается с помощью процесса транскрипции в 4-символьный алфавит РНК (A,U,G,C), а из РНК могут быть переведены с помощью процесса трансляции в 20-символьный алфавит аминокислот синтезируемого белка

Экспрессия генов — процесс, в ходе которого наследственная информация от гена (последовательности нуклеотидов ДНК) преобразуется в функциональный продукт — РНК или белок. Некоторые этапы экспрессии генов могут регулироваться: это транскрипция, трансляция, сплайсинг РНК и стадия посттрансляционных модификаций белков. Процесс активации экспрессии генов короткими двухцепочечными РНК называется активацией РНК.
Регуляция экспрессии генов позволяет клеткам контролировать собственную структуру и функцию и является основой дифференцировки клеток, морфогенеза и адаптации. Экспрессия генов является субстратом для эволюционных изменений, так как контроль над временем, местом и количественными характеристиками экспрессии одного гена может иметь влияние на функции других генов в целом организме.

## Транскрипция и трансляция

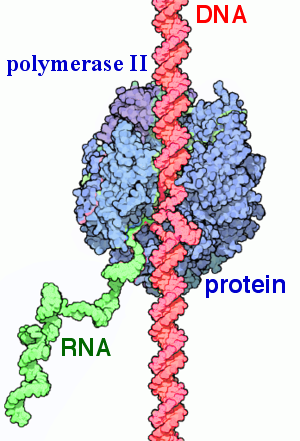
Транскрипция ДНК в РНК используя фермент РНК полимеразу II

У прокариот и эукариот гены представляют собой последовательности нуклеотидов ДНК. На матрице ДНК происходит транскрипция — синтез комплементарной РНК. Далее на матрице мРНК происходит трансляция — синтезируются белки. Существуют гены, кодирующие нематричную РНК (например, рРНК, тРНК, малые РНК), которые экспрессируются (транскрибируются), но не транслируются в белки.

### Регуляция после транскрипции
МикроРНК — это короткие (18—25 нуклеотидов) последовательности односпиральной РНК, вызывают подавление экспрессии генов. МикроРНК связываются со своей мишенью — информационной РНК — по принципу комплементарности. Это вызывает подавление синтеза белка или деградацию информационной РНК.
МикроРНК могут иметь большую или меньшую специфичность благодаря большей или меньшей доле комплементарных своей мишени азотистых оснований. Низкая специфичность позволяет одной микроРНК подавлять экспрессию сотен разных генов.

## Определение экспрессии генов
Основными способами определения экспрессии генов в данное время являются секвенирование РНК, содержащих поли-А хвост (мРНК), а также применение экспрессионных ДНК-микрочипов. Секвенирование РНК становится всё более распространённым методом в связи с усовершенствованием методов секвенирования нового поколения. Секвенирование РНК не только позволяет определить уровень экспрессии каждого белоккодирующего гена в геноме, но и различать варианты мРНК, получающиеся в результате альтернативного сплайсинга.

## Сложная экспрессия генов
Примером сложной экспрессии генов в онтогенезе может служить генный контроль синтеза гемоглобинов у человека. Молекула гемоглобина состоит из 4 частей: двух идентичных альфа-цепей и двух идентичных бета-цепей. Гемоглобин нормального взрослого человека (НвА) отличается от гемоглобина эмбриона человека (эмбриональный гемоглобин, НвF). Различия между ними касаются бета-цепи. В гемоглобине плода она заменена на полипептидную гамма-цепь. Наконец, в крови взрослых людей в небольшом количестве встречается НвА2, в котором бета-цепь заменена на сигма-цепь. Все 3 типа нормальных гемоглобинов человека(НвА НвА2 НвF) контролируются отдельными локусами. Локус αА определяет формирование альфа-цепей. Он эффективен в течение всей жизни, обеспечивая наличие альфа-цепей во всех указанных гемоглобинах.

## Моноаллельная экспрессия генов
Моноаллельная экспрессия у эукариот характерна:
- для генов Х-хромосомы в женских клетках из-за механизма дозовой компенсации;
- для импринтируемых генов.

В настоящее время известно, что около 5—10 % генов эукариот экспрессируются в клетках моноаллельно, среди таких генов чаще наблюдаются гены, кодирующие поверхностные клеточные белки и, в частности, гены, кодирующие иммуноглобулины, Т-клеточные и обонятельные рецепторы. Это явление носит также название аллельное исключение. Выбор экспрессирующегося аллеля происходит рано в развитии, и этот выбор осуществляется случайно, в результате около половины клеток организма экспрессируют отцовский аллель, а другая половина клеток — материнский аллель. Иногда наблюдается тканеспецифичная моноаллельная экспрессия гена, в других тканях такой ген может экспрессироваться биаллельно. К случайной моноаллельной экспрессии аутосомных генов не относят случаи, когда разные аллели гена экспрессируются на различном уровне из-за полиморфизма в cis-регуляторных последовательностях гена.